# كيفن مكابي (لاعب كرة قدم)
كيفن مكابي (بالإنجليزية: Kevin McCabe)‏ هو لاعب كرة القدم الغالية ولاعب كرة قدم بريطاني، ولد في 1960. لعب مع Tyrone Senior Football Team ‏.